# Flattement
Con flattement /flatˈmɑ̃/ si intende una tecnica di esecuzione della musica barocca che fu particolarmente impiegata in Francia al flauto traverso e al flauto dolce, ma anche su altri strumenti. Talvolta viene chiamato vibrato digitale. Fu descritto per la prima volta da Jacques-Martin Hotteterre nel suo trattato Principes de la flûte traversière pubblicato nel 1707.
L'esecuzione del flattement prevede una sorta di trillo su un suono sufficientemente lungo la cui nota ausiliaria è più bassa della nota reale e l'intervallo è più stretto di un semitono. L'intervallo stretto si realizza battendo il dito sul bordo del primo foro aperto, o chiudendo del tutto uno o più fori più lontani. Si produce così un'oscillazione del suono simile al vibrato, ma in questo caso non tramite variazioni della pressione dell'aria emessa dall'esecutore, ma grazie a una tecnica digitale. 
Mentre nel vibrato ordinario l'altezza del suono oscilla sopra e sotto la nota, nel flattement la nota reale viene ripetutamente alternata con una appena più bassa, e di conseguenza l'alterazione della frequenza avviene solo verso il basso.
Il flattement non va però inteso nel senso moderno di vibrato, perché veniva trattato come abbellimento alla pari del trillo o del mordente. Il suo scopo era quello di rendere più espressive le note lunghe nei pezzi lenti e spesso i compositori ponevano un apposito segno sulle note sulle quali si doveva eseguire, ma Hotteterre avvisa che spesso non viene notato e occorre quindi farsi guidare dal "buon gusto". La sua esecuzione può essere in accelerando o rallentando a seconda del contesto e Johann Joachim Quantz consiglia di eseguirlo insieme alla messa di voce.